# Бо се боји
Бо се боји (енгл. Beau Is Afraid) је амерички надреалистички трагикомични хорор филм из 2023. године, режисера, сценаристе и продуцента Арија Астера. Главну улогу тумачи Хоакин Финикс као Бо Васерман, док су у осталим улогама Пети Лупон, Нејтан Лејн, Ејми Рајан, Кајли Роџерс, Паркер Поузи, Стивен Макинли Хендерсон, Хејли Сквајрс, Мајкл Гандолфини, Зои Листер-Џоунс и Ричард Кајнд. Радња прати пријатног, али параноичног Боа док се упушта у надреалну одисеју да би дошао кући на мајчину сахрану, суочавајући се са својим највећим страховима на том путу.
Филм је продуцирао и дистрибуирао студио A24, са којим је Астер претходно сарађивао на филмовима Наслеђено зло (2018) и Средина лета (2019). Премијерно је приказан 1. априла 2023. у Остину, док је у америчким биоскопима издат 14. априла исте године. Добио је углавном позитивне рецензије критичара, али није остварио финансијски успех, зарадивши само 11 милиона долара. Финикс је за своју улогу био номинован за награду Златни глобус у категорији за најбољег глумца у мјузиклу или комедији.

## Радња
Бо Васерман је син познате и богате пословне жене Моне, која је одговорна за изградњу великог конгломератског царства. Одраста без оца, који је према речима његове мајке умро оне ноћи када је Бо зачет због шумова на срцу изазваних оргазмом. Као тинејџер на крстарењу са својом мајком, Бо упознаје и заљубљује се у девојку по имену Елејн. Њих двоје се љубе и обећавају да ће остати невини док се поново не сретну као одрасли.
Као одрасла особа, Бо је изузетно анксиозан и живи сам у граду препуном криминала. Спрема се да посети мајку за годишњицу очеве смрти, али пропушта авион након што му неко украде кључеве и пртљаг са врата. Бо зове своју мајку да објасни ситуацију, али она не показује разумевање. Након што су га поремећени бескућници оставили закључаним изван зграде током ноћи, он покушава да позове своју мајку, али му се јавља UPS возач који му говори да је она остала обезглављена у несрећи, након што јој је лустер пао на главу. Након насилног обрачуна са уљезом у кући, затим полицајцем и поремећеним убицом на улици, Боа удари камион са храном.
Бо се буди повређен два дана касније у кући брачног пара, Грејс и Роџера, који живе са својом гневном ћерком тинејџерком Тони, и брину о нестабилном ветерану по имену Џивс, ратном другу њиховог покојног сина који је погинуо у акцији. Бо позива Мониног адвоката, др Коена, који га грди и обавештава да упркос јеврејском обичају да се тело положи на починак што је пре могуће, њена последња жеља је била да не буде сахрањена док он не буде присутан. Роџер обећава да ће одвести Боа на имање његове мајке што је пре могуће, али инсистира да се прво одмори док не оздрави. На дан Боовог одласка, Тони покушава да га натера да попије конзерву фарбе, пре него што сама то уради, извршавајући самоубиство. Грејс наилази на Боа који стоји изнад Тониног тела и разбеснела га криви за њену смрт. Док Бо бежи у шуму, Грејс шаље Џивса за њим.
Изгубљен у дивљини, Бо наилази на групу путујућих позоришних глумаца познатих као „Сирочад из шуме”. Позван је на њихову пробу и опчињен је представом, замишљајући себе у улози протагонисте, који цео живот проводи тражећи своју породицу након што их је раздвојила поплава. Човек прилази Боу и обавештава га да је познавао његовог оца, за којег каже да је још увек жив. Џивс напада окупљене и убија неколико глумаца; Бо бежи дубље у шуму.
Бо стопира остатак пута до имања своје мајке, само да би открио да је управо пропустио њену сахрану. Бо се буди из дремке када једна жена, за коју схвата да Елејн, закасни на сахрану. Обнављају своју романсу и имају секс. Бо је престрављен да ће умрети при оргазму, али му је лакнуло када преживи. Елејн, међутим, умире усред оргазма, укоченог тела. Мона се тада појављује из сенке и открива да је све време била жива, као и да га је шпијунирала све време његовог путовања. Она грди Боа што је не воли довољно, а он захтева да зна истину о свом оцу. Мона га води на таван, где Бо сазнаје да он не само да има брата близанца, већ да је његов отац заправо огромно чудовиште у облику пениса. У том тренутку, Џивс проваљује у кућу, а чудовиште га убија. Након даљег понижења од стране своје мајке, побеснели Бо накратко покушава да је задави пре него што се она сруши.
У шоку, Бо напушта имање моторним чамцем. Након што уђе у пећину, мотор чамца почиње да стаје, и он се изненада налази у препуној арени коме се суди јер је био лош син, а Мона и др Коен су тужиоци, док јефтини адвокат брани Боа. Ногама залепљеним за чамац, Бо покушава да се избори сам и апелује на своју мајку, али она не одговара. Схвативши да је потпуно безнадежан у својој ситуацији, одлучује да прихвати своју судбину. Мотор експлодира, преврће чамац и утапа Боа. Публика у тишини напушта арену са др Коеном и Моном, која неконтролисано јеца.

## Улоге
| Глумац                   | Улога         |
| ------------------------ | ------------- |
| Хоакин Финикс            | Бо Васерман   |
| Армен Нахапетијан        | млади Бо      |
| Пети Лупон               | Мона Васерман |
| Зои Листер-Џоунс         | млада Мона    |
| Ејми Рајан               | Грејс         |
| Нејтан Лејн              | Роџер         |
| Кајли Роџерс             | Тони          |
| Дени Меноше              | Џивс          |
| Паркер Поузи             | Елејн Бреј    |
| Џулија Антонели          | млада Елејн   |
| Стивен Макинли Хендерсон | терапеут      |
| Ричард Кајнд             | др Коен       |
| Хејли Сквајрс            | Пенелопе      |
| Џулијан Ричингс          | чудан човек   |
| Бил Хејдер               | возач         |
| Мајкл Гандолфини         | Боов син      |